# هومان اسعدی
هومان اسعدی (زادهٔ ۱۳۴۹ در تهران) موسیقی‌دان ایرانی است.

## زندگی‌نامه
وی فراگیری موسیقی را با نواختن ساز سه‌تار آغاز کرد و در ادامه به تکمیل اطلاعات خود در زمینهٔ مبانی موسیقی نظری، موسیقی‌شناسی قومی و شناخت ردیف پرداخت. استادانش در موسیقی محمدتقی مسعودیه، حسین علیزاده، مجید کیانی، داریوش صفوت، داریوش طلایی و داریوش پیرنیاکان بوده‌اند. سال ۱۳۸۵ در رشتهٔ پژوهش هنر از دانشکدهٔ هنر دانشگاه تربیت مدرس مدرک دکترای تخصصی دریافت کرد و هم‌اکنون استادیار دانشگاه تهران است.

## فعالیت‌ها
- دبیر هفتمین، هشتمین، نهمین و دهمین و پانزدهمین جشنوارهٔ موسیقی جوان[۳][۴]
- عضو شورای فنی ارکستر ملی[۵]
- عضو گروه مطالعاتیِ منابع تاریخی موسیقی سنتی در یونسکو[۶]
- نمایندهٔ شورای بین‌المللی موسیقی سنتی یونسکو
- سرپرست کمیتهٔ ملی مجموعهٔ بین‌المللی ادبیات موسیقایی یونسکو
- ثبت ردیف موسیقی ایرانی در یونسکو[۷][۸]